# Негою
Негою (на румънски: Vârful Negoiu) е връх в Румъния, Южни Карпати. Височината му е 2535m, което го поставя на второ място по височина след връх Молдовяну (2544m). Изграден е от кристалинни скали.